# Marja
Marja ist ein weiblicher Vorname. Es ist die obersorbische (IPA: 'maʀʲa) und finnische (IPA: 'marja) Form des Namens Maria, wobei im Finnischen auch die Bedeutungsherkunft vom Wort marja (Beere) möglich ist.
Im Obersorbischen existiert neben Marja auch die Variante Marija.
Für weitere Informationen zum Namen siehe den Hauptartikel Maria.

## Bekannte Namensträgerinnen
- Marja Auroma (* 1949), finnische Skilangläuferin
- Marja van Bijsterveldt (* 1961), niederländische Politikerin des Christen-Democratisch Appèl (CDA)
- Marja Burchard (* 1985), deutsche Fusionmusikerin (Keyboards, Vibraphon, Perkussion u. a. Instrumente, Gesang, Komposition)
- Marja Elfman (* 1972), schwedische Freestyle-Skierin
- Marja Grólmusec (1896–1944), sorbische Publizistin und sozialistische Widerstandskämpferin gegen das NS-Regime
- Marja Järventausta (* 1956), finnische Finnougristin
- Marja-Liisa Kirvesniemi geb. Hämäläinen (* 1955), finnische Skilangläuferin
- Marja Kubašec (1890–1976), obersorbische Schriftstellerin
- Marja Lehto (* 1959), finnische Diplomatin
- Marja Mortensson (* 1995), südsamische Musikerin aus Engerdal in Norwegen
- Marja Młynkowa (1934–1971), sorbische Schriftstellerin, Lektorin und Literaturkritikerin, schrieb in obersorbischer Sprache
- Marja-Liisa Olthuis (* 1967), samische Linguistin und Autorin aus Finnland
- Marja Packalén (* 1948), finnische Schauspielerin
- Marja-Helena Pälvilä (* 1970), finnische Eishockeyspielerin
- Marja Timmermans (* 1964), niederländische Pflanzengenetikerin
- Marja Vis (* 1977), niederländische auf Langstrecken spezialisierte Eisschnellläuferin
- Marja-Liisa Völlers (* 1984), deutsche Politikerin (SPD)

Zweitname
- Kristín Marja Baldursdóttir (* 1949), isländische Autorin
- Jěwa-Marja Čornakec (* 1959), sorbische Schriftstellerin, Übersetzerin und Redakteurin